# A román nyelv története
Ez a szócikk rövid áttekintést ad a román nyelv külső történetéről.

## A román nyelv keletkezése
A román nyelv a vulgáris latin nyelv dunai latin nyelvnek nevezett változatának leszármazottja. E latin nyelvváltozat jelenléte i. e. 229-ben kezdődött a Balkán-félszigeten. Írott forrásai az egykori Daciában talált kb. 3000, és az egykori Moesiában talált kb. 3000 felirat.
A nyelvészek egyetértenek általában azzal, hogy a keleti újlatin nyelveket egy protorománnak nevezett nyelv előzte meg, de ennek keletkezési területe vitatott, elég írott forrás hiánya és ellentétes politikai érdekek létezése miatt.
Több elmélet ütközött egymással ennek kapcsán a történelem során.
Ma a legkevésbé elfogadott elmélet szerint, melyet Bogdan Petriceicu Hasdeu  19. században élt román történész és nyelvész hangoztatott, a román nyelv csak a Dunától északra fekvő területeken, azaz Daciában keletkezett, miután a rómaiak elfoglalták, és a román ajkú kisebbségek jelenléte a Dunától délre fekvő területeken utólagos kivándorlásoknak tudható be.
A 20. század elején Nicolae Densusianu  román történész Hasdeu elméletéből indult ki, és fantáziaszülte következtetésekre jutott. Szerinte létezett egy pelaszg civilizáció, mely az Atlanti-óceántól az Urálig terjedt, és ennek a mai Románia volt a központja. Azt is állította, hogy a Latinok és a Kelták valójában még a történelmi idők előtt elvándorolt Dákok voltak, és hogy nyelveik a dák nyelvből származnak, a román nyelv pedig közvetlenül ebben gyökerezett, ami azt jelentené, hogy ez a nyelv ötezer éven át a máig legjobban fennmaradt nyelv.

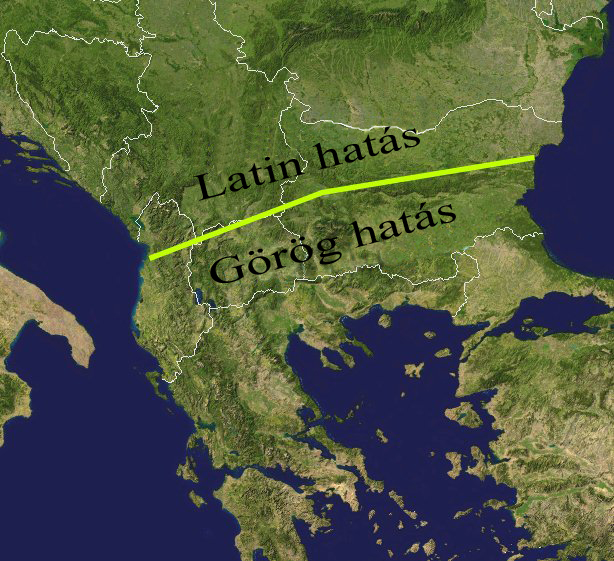
A Jireček-vonal

Egy másik elméletet, melyre Hasdeu elmélete reagált, Eduard Robert Rösler osztrák történész fejlesztett ki Franz Josef Sulzer , Josef Karl Eder  és Johann Christian von Engel elméleteiből kiindulva. Ezen elmélet szerint, melyet elfogadott Gustav Weigand  német nyelvész és Alexandru Philippide  román nyelvész is, a román nyelv a Dunától délre keletkezett az i. e. 3. századdal kezdődően, a rómaiak hódításai nyomán, melyek a Jireček-vonal és a Duna közötti területeken élő lakosságot romanizálták. Ennek a népességnek egy része később, a 12. században a Dunától északra vándorolt. Ennek az elméletnek a fő érve az, hogy a Dunától délre a római uralom hat századon át volt jelen, miközben Daciában csak kb. másfél századon át. A Rösler-féle elmélet ellenzői (lásd következő bekezdés) azt állítják, hogy ennek a szándéka politikai volt, ugyanis az erdélyi románok arra alapoztát a többi nemzetiséggel való egyenlő jogok követelését, hogy ők előbb voltak Erdélyben, mint a többiek. Ma is főleg magyar történészek azt állítják, hogy, ha volt is Daciában romanizált lakosság, az elhagyta az országot a római hatóságokkal együtt 271-ben, és a románok délről kezdtek bevándorolni a Dunától északra a 11.–12. században, előbb a Kárpátokig, majd legkorábban a 12. század vége felétől kezdődően Erdélybe is.
A két előző elmélettel ellentétes egy harmadik, mely a román nyelv keletkezését úgy a Dunától délre, mint a Dunától északra teszi. Ez a folyamat i. e. 229-ben, a rómaiak hódításaival kezdődött, akik sorban uralmuk alá vették előbb az illíreket és a trákokat, majd a gétákat és végül, 106-ban, a dákokat. A Római birodalom különböző régióiból ezek területeire behozott emberek letelepedése a helyi lakosság romanizálásához vezetett, mivel a telepesek és a helyi lakosok számára a népi latin volt az egyetlen nyelv, amelyen kommunikálhattak, és ezért az utóbbiak is elsajátították. Következésképpen az illír-trák nyelvek kihaltak, kivéve Albániában, és a románban csak kevés szó maradt meg belőlük. Ez az elmélet főleg a Röslerének mond ellent, a legtöbb román történész dák–római folytonosság elméletének keretében, mely szerint a Daciában romanizált lakosság nem hagyta el az országot a római hatóságokkal együtt, ami azt támasztaná alá, hogy a románok már jelen voltak Erdélyben a magyar honfoglalás előtt. A román nyelv keletkezésének ezen területi aspektusának nézetét magukénak vallja a mai román nyelvészek többsége is, akik ebben elődeik (Ovid Densusianu , Sextil Pușcariu, Theodor Capidan , Alexandru Rosetti , Emil Petrovici , Gheorghe Ivănescu  stb.) folytatói.
Az is vitatott, hogy mely időszakra vonatkozóan lehet beszélni a protoromán nyelv létezéséről: 5.–7./8. század, 6. század, 6.–8. század, 7.–8. század vagy 8. század.

## Más nyelvek hatása
A legelterjedtebb elmélet szerint a román nyelv szubsztrátuma trák-dák. Ennek csak bizonytalan nyomai maradtak fenn: régi szerzők szporadikus feljegyzései, görög és latin feliratokon és pénzérméken talált egyes szavak, tulajdonnevek (személynevek, helységnevek, vizek és hegyek nevei), görög és latin növénytani és orvosi írásokban található gyógynövények nevei.
Általában azokról a román szavakról tartják, hogy trák-dák eredetűek, amelyek az albán nyelvben is megvannak, egyik nyelvben sem biztosan nem latin, ógörög vagy ószláv eredetűek, és nem a román nyelven belül keletkeztek. Az albán nyelvre való hivatkozás arra alapszik, hogy egyesek szerint a trákból, mások szerint ennek rokon nyelvéből, az illírből származik.
A szubsztrátumból vitatott számú szó, valamint néhány hangtani, szóalkotási, alaktani és mondattani elem származhat, melyek nem befolyásolták a román lényegileg latin jellegét.
A román nyelv szupersztrátumát az ószláv nyelv képezi, ugyanolyan mértékben, mint a nyugati újlatin nyelvek esetében a régi germán nyelvek. E hatás kezdetét egyesek a 6.–7. századra teszik, mások a 7.–8.-ra, végét pedig a 11.–12. századra. Eredménye szavak és lexikális képzők gazdag tárában, valamint egyes hangtani, alaktani és mondattani elemekben nyilvánul meg. Ebben az időszakban kezdődött a keleti újlatin nyelvek szétválása is, mivel szlávok ékelődtek be a protorománt beszélők csoportjai közé.
A mai Románia területén a népvándorlások korában megjelentek gótok, hunok, gepidák, longobárdok, avarok, besenyők, kunok, de ezek nyelvei nem hatottak a románra.
Később, a történelem során nagyobb hatást, de csak a szókészletre, a magyar nyelv, az óegyházi szláv nyelv, a környező szláv nyelvek (bolgár, szerb, ukrán), az oszmán-török nyelv és a görög nyelv gyakorolt. A legtöbb jövevényszó a 18. század végétől kezdve került a román nyelvbe, a nyugati újlatin nyelvekből, főleg a franciából és az olaszból, a 20. században pedig az angol nyelv hatása érződött a legerősebben.

## A nyelvtörténet korszakai
Írott források hiányában a román nyelv korszakainak meghatározása sokkal nehezebb, mint a nyugati újlatin nyelvek esetében.

### A protoromán nyelv
A protorománnak nevezettet tekintik a román nyelv legrégibb időszakának, mely a keleti újlatin nyelvek szétválásáig tartott. Ez a folyamat a 10. században kezdődhetett, és a 12. században fejeződhetett be. A protoromán vonásai azok, amelyek az összes keleti újlatin nyelvben máig is megvannak. A legjelentősebbek a következők:
- a névszók esetében nőnem egyes számban a birtokos/részes eset raggal való megkülönböztetése az alanyesettől, például casă ’ház’ vs. case ’ház valamije/háznak’;
- a határozott artikulus a szó végére való illesztése (végartikulus): lup ’farkas’ → lupul ’a farkas’;
- semlegesnem többes számban az -uri végződés elszaporodása: cuib ’fészek’ → cuiburi ’fészkek’;
- az analitikus alakú jövő idő, a latin volo ’akar’ igéből származó segédigével: voi cânta ’énekelni fogok’;
- az analitikus alakú feltételes mód jelen idő: aș cânta ’énekelnék’;
- az [ə] (közepesen nyílt/zárt, középen képzett, ajakkerekítés nélküli magánhangzó) megjelenése: casă ['kasə].

A protoromán nyelvnek nincsenek írott forrásai. Az egyetlen fennmaradt protoromán írott emlék egyes kutatók szerint a torna, torna, fratre ’fordulj meg, fordulj meg, testvér’ mondat lenne. Ennek első, megismételt szava Theophülaktosz Szimokattész bizánci krónikás Történetek című, 630 körül megjelent művében jelent meg, majd az egész mondatot egy másik bizánci krónikás, Theophanész Homologétész írta le 810–814 táján. A mondat 587-ben hangzott volna el a bizánci hadsereg egyik avarok elleni hadjárata közben egy bizánci katona szájából, aki észrevette, hogy az előtte haladó társa öszvérének hátáról lecsúszik a málha, és a helyi lakosság nyelvén kiáltotta neki oda, hogy forduljon meg megigazítani. Ezt a többiek megfordulást parancsoló vezényszóként értelmezték, és tovább kiáltották, mire zűrzavar keletkezett a seregben. Ez a mondat annak a bizonyítéka lenne, hogy a helyi lakosság a protoromán nyelvet beszélte a 6. században. Más szerzők szerint viszont ez még a dunai vulgáris latin nyelven lenne, miközben megint mások már aromán nyelvemléknek tartják.
Azt feltételezik, hogy az első keleti újlatin nyelv, mely levált a protorománról az aromán volt, legkésőbb a 10. században. A meglenoromán lett volna a második, mely külön nyelvvé vált a 12.–13. században. Vitatott az, hogy mely entitásról és mikor vált le az isztroromán nyelv: a dákorománról a 10. században vagy az egyik déli nyelvről a 13. században.
A 13. századtól kezdve a keleti újlatin nyelvek egymástól függetlenül fejlődtek tovább. Komolyabb kutatások csak az ún. dákoromán, azaz a szokásosan románnak nevezett nyelv történetével foglalkoztak és foglalkoznak.
A keleti újlatin nyelvek közül csak román és aromán nyelven írtak irodalmi műveket, és csak a románnak fejlődött ki sztenderd nyelvváltozata.

### Az archaikus román nyelv korszaka
A román első korszaka az archaikus nyelvé (13.–16. század), mely eleinte viszonylag nagyon egységes lehetett, de fokozatosan nyelvjárásokra tagolódott. Más nyelvektől különbözően, mint például az olasz vagy a német, mégis viszonylag egységes maradt. Ebből az időszakból csak elszigetelt és részleges írott forrásai vannak, latin, magyar és egyházi szláv dokumentumokban, számos román szó alakjában. Az utóbbi nyelv volt a román ortodox egyház és a közigazgatás nyelve. Ugyanezen a nyelven írták a románok az első irodalmi műveiket is.

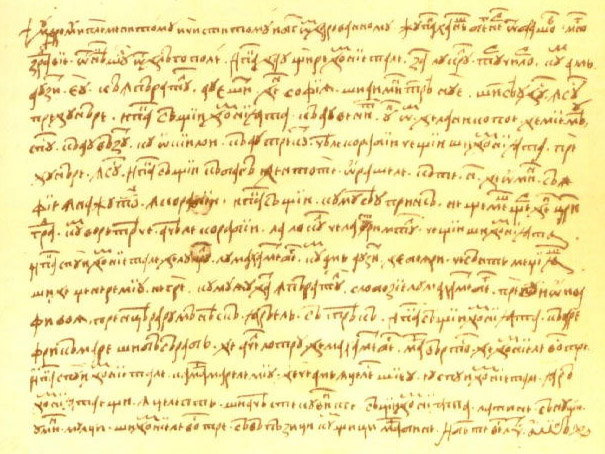
Neacșu levele

### A régi nyelv korszaka
A régi román nyelv korszaka a 16.-tól a 18. századig terjed, pontosabban 1521-től 1780-ig. Az első említett évből származik a legrégibb fennmaradt teljes román szöveg, egy câmpulung-musceli (Argeș megye) kereskedő, Neacșu levele, amelyet Brassó polgármesteréhez, Johannes Benknerhez (?-1528) intézett, cirill abécével. Nyelvezete érthető egy mai románul tudó számára is. Ugyanebben a században (datálásuk ennél nem pontosabb) íródott még négy vallásos jellegű kézirat, a Voroneț-i Kódex, a Șcheia-i zsoltároskönyv, a Voroneț-i zsoltároskönyv és a Hurmuzachi zsoltároskönyv, amelyek még egyházi szlávból való „ügyetlen” fordítások.
Az első román nyelvű nyomtatványokat, amelyek vallásos jellegűek voltak, az erdélyi protestantizmus hatására Coresi, havasalföldi diakónus és nyomdászmester készítette Brassóban 1561-től kezdve, mivel hazájában csak óegyházi szláv nyelven volt szabad könyveket megjelentetni. E könyvek nagy fontossággal bírnak a román nyelv fejlődése és egyesítése szempontjából. Munténiai nyelvjárásban íródtak, amely a délkelet-erdélyi románok nyelvjárását is magába foglalja. Ez a nyelvjárás adta a román irodalmi nyelv alapját.

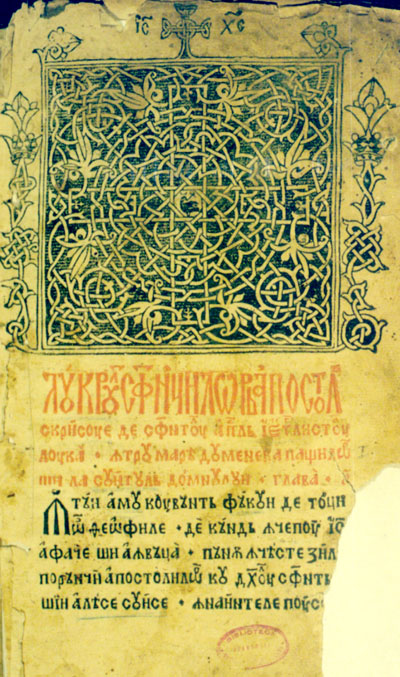
Coresi által nyomtatott Apostolok cselekedetei, 1563

1582-ben megjelent a Palia de la Orăștie (Szászvárosi Ószövetség), amely az ószövetség első két könyvét tartalmazza. Feltételezések szerint az egész ószövetséget lefordították, azonban csak ez maradt fenn. Öt bánsági és hunyad-vármegyei román egyházi ember készítette a fordítást Heltai Gáspár 1551-ben kiadott könyve alapján, valószínűleg a Vulgatát is felhasználva. A könyvet Geszti Ferenc dévai nemes költségén Șerban, Coresi fia nyomtatta ki.
Az első teljes szövegű Biblia Bukarest-ben jelent meg, 1688-ban.
Az első román nyelvtankönyv, a Gramatica rumânească (Román nyelvtan), 1755–1757, Dimitrie Eustatievici brassói tanító munkája volt.

### A premodern nyelv korszaka
1780-ban jelent meg Bécsben az első fontosabb román nyelvtan, melyet már latin ábécével írt két, az erdélyi iskola néven ismert mozgalomhoz tartozó szerző. Ez az esemény a premodern nyelv időszakának kezdetét jelenti.
Ebben az időszakban, mely 1830-ig tartott, sok fordítás és mindenféle eredeti művelődési területekhez tartozó írások jelentek meg. A nyelvtanok egyben az első normatív nyelvészeti törekvések voltak. Ezek az egységes sztenderd nyelvváltozat kialakítását célozták, mely akkoriban az irodalmi nyelvet jelentette. Ekkor kezdődött a nyelv tudatos úgymond újralatinizálása, sok latin és nyugati újlatin jövevényszó útján.

### A modern és a mai nyelv korszaka
1830 után a művelt nyelv változatossá kezdett válni a tudományok, a közigazgatás, a jog stb. nyelvének fejlődése révén. A szépirodalom az 1848-as írógenerációnak köszönhetően lendült fel, és ez az irodalmi nyelv fejlődését is jelentette. Ugyanakkor élénk viták folytak a nyelv grammatikája, szókészlete és helyesírása körül.
1880-tól számítják a mai román nyelv időszakát, amelyben fokozatosan kifejlődött a sztenderd nyelvváltozat az előbb elkezdődött viták közepette.
Két főbb irányzat alakult ki. Volt egy latinista, az erdélyi iskola eszméit folytató irányzat, amely megpróbálta a latinhoz közelíteni a nyelvet. 1871 és 1876 között ebben a szellemben szerkesztett szótár jelent meg. A szerzők külön szószedetben csoportosították a nem latin eredetű szavakat, a nyelvből való kiiktatásuk céljából. A latinizáló irányzat a hagyományörzés elvét követő etimologikus helyesírást is alkalmazott. Mindez mesterséges nyelvet produkált, melyet nevetségesnek éreztek, és ez végleg lejáratta a latinizáló irányzatot.
A másik, Ion Heliade-Rădulescu által képviselt főbb irányzat olaszosító volt. Ez többek között a fonéma-graféma megfelelés elvén alapuló helyesírás mellett szállt síkra. 1866-ban megalakult a Román Irodalmi Társaság, mely 1879-ben a Román Akadémia lett. Ez 1881-ben a fonemikus helyesírás javára hozott döntést. Voltak még benne etimologikus elemek, de ezek majd mindegyikét utólagos reformok kiiktatták.
Az 1880 utáni korszak a román klasszikus íróké (Mihai Eminescu, Ion Creangă, Ion Luca Caragiale) is volt, akik nagy mértékben járultak hozzá az irodalmi nyelv fejlődéséhez.
Az ebben az időszakban tömegesen beáramló újlatin jövevényszavak nem változtatták meg a nyelv általános jellegét, és a kor követelményeinek megfelelően gazdagították a szókészletet.
1989 után jelentős és gyors nyelvi változások jelentek meg főleg a terminológiák és a média nyelve terén, melyeket a főleg angol eredetű jövevényszavak iránti nagy nyíltság jellemez.